# Heinrich-Böll-Gesamtschule Bornheim
Die Heinrich-Böll-Gesamtschule ist eine städtische Gesamtschule in Bornheim-Merten im Rhein-Sieg-Kreis. Die Schule ist nach Heinrich Böll benannt, einem deutschen Schriftsteller und Nobelpreisträger. Er wurde in Köln geboren und lebte später in Bornheim-Merten, wo er auch begraben ist. Heinrich Bölls Grabstätte befindet sich in der Nachbarschaft der Schule auf dem alten Bergfriedhof in Bornheim-Merten.

## Geschichte und Profil
Die weiterführende Ganztagsschule versorgt Kinder und Jugendliche der Region mit Unterricht von der 5. bis zur 13. Klasse und hat eine vielfältige Schülerschaft. Hervorgegangen ist die Heinrich-Böll-Gesamtschule aus der gleichnamigen Sekundarschule, die im August 2020 um eine gymnasiale Oberstufe erweitert wurde. Bis 2012 befand sich am gleichen Standort die Franziskus-Mittelschule.
Die Heinrich-Böll-Gesamtschule bietet für ca. 750 Schülerinnen und Schüler eine vierzügige Mittelstufe und eine zweizügige Oberstufe.

## Neubau
Im Jahr 2022 wurden Neubaupläne für die Heinrich-Böll-Gesamtschule verabschiedet. Ein Neubau ist in Entstehung und soll 2026 fertiggestellt werden. Auf einem 25.000 Quadratmeter großen Grundstück werden die Gebäude mit einer Fläche von ca. 13.000 Quadratmeter in Form einer „Windmühle“ errichtet. In jedem der Gebäudeteile sind die schulischen Einheiten sinnvoll voneinander getrennt untergebracht und auf die pädagogischen Konzepte der Schule zugeschnitten. Der Entwurf als „Klimaschule“ soll ein Vorzeigeprojekt mit Leuchtturmfunktion sein. So ist die Verwendung natürlicher und recycelter Baumaterialien vorgesehen und die Umsetzung eines nachhaltigen Wärmeergiekonzepts sowie grünen Klassenzimmers auf dem Dach.

## Schulprogramm
Die Heinrich-Böll-Gesamtschule hat das folgende Schulprogramm.

### Sprachen
Die Schule bietet Unterricht in Deutsch, Englisch, Französisch und Spanisch an. Zusätzlich gibt es Förderangebote für Deutsch als Zweitsprache.

### MINT
Die Schule hat einen Fokus auf Naturwissenschaften, Technologie, Ingenieurwesen und Mathematik.

### Kreativität
- Darstellen und Gestalten
- KunstMusikTheater
- Theater-AG
- Schulband

### Soziales
- Streitschlichtung
- Schulsanitätsdienst
- Sozialkompetenztraining
- Mensadienst
- Klimabotschafter

### Gesundheit
- Bewegungsangebote
- Prove-It-Projekt
- Schulgarten
- AG „Achtsamkeit“
- „Chill-Räume“
- Hauswirtschaft

### Sonderpädagogische Förderschwerpunkte
- „Gemeinsames Lernen“
- 9 Schulbegleitungen

### Fairtrade-School
Die Schule ist seit 2012 offiziell als Fairtrade-School ausgezeichnet und behandelt die Themen „Fairer Handel“ und „Nachhaltigkeit“ kontinuierlich im Schulalltag.

## Digitalisierung
Die Heinrich-Böll-Gesamtschule verfügt in jedem Unterrichtsraum über moderne Smartboards. Zusätzlich erhält die gesamte Schülerschaft ab der 9. Stufe ein persönliches iPad zur schulischen Nutzung. In den Stufen 5–8 wird situativ mit Leihgeräten gearbeitet. Unterrichtsinhalte werden multimedial und interaktiv vermittelt. Die Bereitstellung erfolgt auch über die schulinterne Lernplattform.